# 토마스 린달
토마스 린달(스웨덴어: Tomas Lindahl, 1938년 1월 28일 ~ )은 스웨덴 스톡홀름에서 태어난 과학자로 암 연구의 전문가이며, 2015년 노벨 화학상을 수상하였다.

## 학력
카롤린스카 연구소에서 1967년 박사학위(PhD)를, 그리고 1970년 의학박사 학위(MD)를 취득하였다.

## 경력
의학박사 학위 취득 후, 토마스 린달은 박사 후 연구원 연구를 프린스턴 대학과 록펠러 대학에서 마치고
1978-1982년에 구텐베르크 대학에서 교수로 재직을 하였다. 이후 영국으로 넘어가서
1986-2005년까지 영국 하트퍼드셔주에 있는 클레어 홀 연구소(Clare Hall Laboratories)에서 초대 국장을 지냈다.
토마스 린달은 2009년 연구를 그만 두었지만 2015년 클레어 홀 연구소는 프랜시스 크릭 연구소에 합병되고 현재 프랜시스 크릭 연구소의 명예 지도자로 남아있다.

## 수상경력
1988년 Fellow of the Royal Society (FRS)로 선택되었고, 1998년에는 Fellow of the Academy of Medical Sciences (FMedSci) 로 선택되었다.
그는 2007년 로열 메달과 2010년 코플리 메달을 수상 하였으며, 2015년 DNA 복구 기작에 대한 연구로 노벨 화학상을 폴 모드리치, 그리고 아지즈 산자르와 공동수상하였다.

## 주요 논문
```

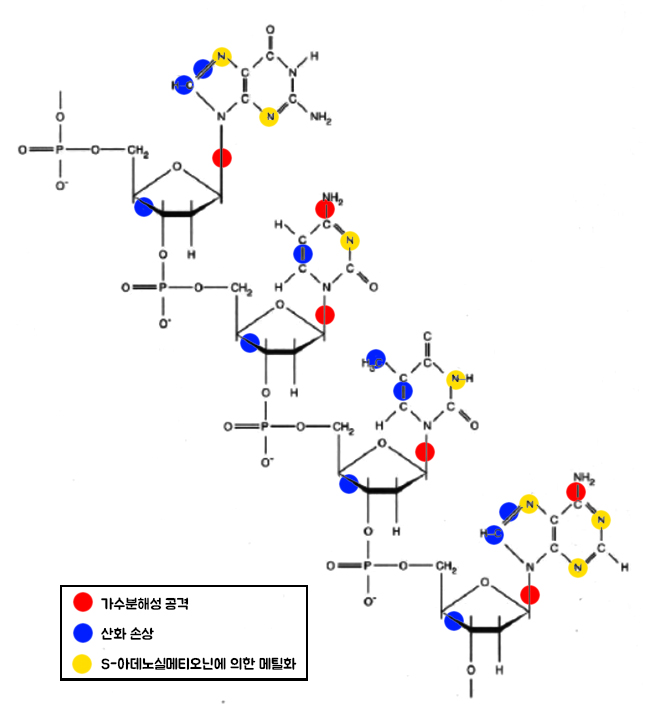
DNA 손상의 이유와 부위

An N-glycosidase from Escherichia coli that releases free uracil from DNA containing deaminated cytosine residues.
[
4
]
```

1974년 E.coli에서 Deamination으로 잘못 생긴 Uracil을 잘라냄으로써 DNA 수선의 첫 번째 단계를 수행한다고 밝혀냈다.
```
DNA repair enzymes.
[
5
]
```

1982년 토마스 린달은 다양한 DNA 복구 효소를 정리하여 발표하였다.
```
Instability and decay of the primary structure of DNA.
[
6
]
```

1993년 토마스 린달의 큰 업적 중 하나는 DNA가 불안정한 분자라는 것을 밝혀내어 그 당시 DNA가 안정하며 유전정보를 담는 단단한 그릇이라는 생각을 바꾸었다. DNA는 가수분해성 공격, 산화, 그리고 메틸화 같은 다양한 이유로 손상이 생기고 이로 인해 노화나 다른 질환이 생긴다는 것을 알아내었다.
```
Repair and genetic consequences of endogenous DNA base damage in mammalian cells.
[
7
]
```

2004년 토마스 린달이 2015년 노벨 화학상으로 수상된 이유로 DNA 복구 기작 중 하나인 염기 절단 복구 (Base Excision Repair: BER)의 기작을 밝혀낸 논문이다.

## 2015년 노벨 화학상 선정 이유
DNA 복구 기작에 대한 연구가 2015년 노벨 화학상으로 선정되었는데 그 이유는 기작을 알면 암의 치료법을 알 수 있고, 암을 불치병이 아니라 당뇨 같이 치료 받으면서 살 수 있는 만성질병 수준의 위험도로 낮출 수 있는 중요한 연구 과제로 떠오르기 때문이다.

## 염기 절단 복구

염기 절단 복구 기작

염기 절단 복구 (Base Excision Repair(BER))는 DNA 복구 기작 중 하나이다.

### 염기 절단 복구 기작
DNA가 손상되면 DNA글리코실화효소 (DNA glycosylase)가 손상 부위를 인식하고 핵산의 염기를 잘라낸다. 그 후에 AP 엔도뉴클레아제(AP endonuclease)가 인산 등뼈 (Phosphate backbone)을 잘라내면, DNA 폴리메라아제 ß(DNA polymerase ß)가 비어있는 AP site에 상보적인 염기를 결합해 주고, DNA 리가아제 (DNA LigaseIII)가 인산 등뼈의 틈을 막아준다.
염기 절단 복구는 Short patch와 Long patch 형식이 있는데 Short patch는 DNA 염기서열 하나만 절단하는 반면 Long patch는 DNA 염기서열을 2-8개까지 절단한다. 그러나 어떠한 상황에서 short patch 혹은 long patch를 사용하는 지는 밝혀지지 않았다.

### DNA 복구 기작의 응용

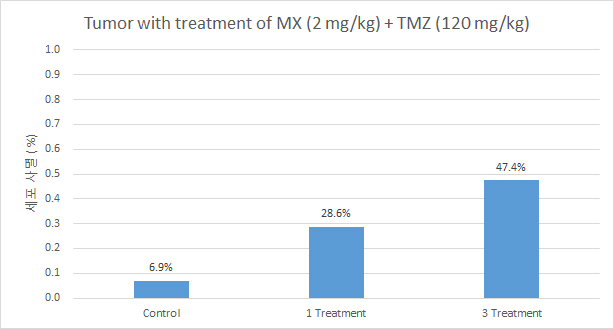
TMZ+MX를 처리하였을 때 대장암 세포의 사멸

암 세포는 무분별한 증식 현상을 보이는데 그로 인해 일반 세포보다 DNA 손상에 취약하다. 그렇기 때문에 DNA 복구 기작을 억제함으로써 DNA 복구가 안되면 방사선 치료의 효과가 높아져서 보다 많은 암세포가 세포 사멸을 일으키는 것을 볼 수 있다. 염기 절단 복구를 억제하는데 메톡시아민 (Methoxyamine: MX)이 사용된다. MX는 손상된 DNA의 AP site에 결합이 되어서 염기 절단 복구가 진행되는 것을 막는다.
염기 절단 복구 기작을 활용한 암 치료법에 대한 논문은 수천 건이 넘으며 암을 치료하는 방법을 찾는데 강력한 요소가 될 것이다.

## 참고 문헌
1. ↑  "[http://www.nobelprize.org/nobel_prizes/chemistry/laureates/2015/ The Nobel Prize in Chemistry 2015". nobelprize.org.
2. ↑  Lindahl, Tomas (1967). On the structure and stability of nucleic acids in solution. Stockholm.
3. ↑  "Lindahl, Tomas Robert". London: The Royal Society. Archived from the original on 2014-11-21.
4. ↑  Lindahl, T. (1974). "An N-glycosidase from Escherichia coli that releases free uracil from DNA containing deaminated cytosine residues". Proc Natl Acad Sci USA. 71(9):3649-53.
5. ↑  Lindahl, T. (1982). "DNA repair enzymes 보관됨 2016-05-20 - 웨이백 머신". Annu. Rev. Biochem. 51: 61-87.
6. ↑  Lindahl, T. (1993). "Instability and decay of the primary structure of DNA". Nature 362: 709-715.
7. ↑  Barnes, DE. and Lindahl, T. (2004). "Repair and genetic consequences of endogenous DNA base damage in mammalian cells[깨진 링크(과거 내용 찾기)]". Annu. Rev. Genet. 38: 445-476.
8. ↑  "Press Release". nobelprize.org
9. 1 2  Lili Liu, Yoko Nakatsuru, and Stanton L. Gerson. (2002). "Base Excision Repair as a Therapeutic Target in Colon Cancer". Clinical Cancer Research. 8: 2985-2991.